# Corvin-Laurențiu Bangu
Corvin-Laurențiu Bangu (n. 21 septembrie 1958)  este un fost senator român în legislatura 1990-1992, în perioada 20.5.1990 - 21.9.1991, ales în județul Tulcea pe listele partidului FSN. Fostul senator Corvin-Laurențiu Bangu a demisionat oficial din Parlament la data de 13 februarie 1992. În cadrul activității sale ca senator, Corvin-Laurențiu Bangu a fost membru în grupurile parlamentare de prietenie cu Statul Israel, Republica Populară Chineză și Republica Italiană. Corvin-Laurențiu Bangu a fost membru în comisia parlamentară de anchetă instituită în vederea cercetării evenimentelor petrecute în zilele de 13-15 iunie 1990.
Experiența profesională	

Perioada	:01.01.2006 - prezent
Funcția sau postul ocupat	Subprefect

Activități si responsabilități principale	

-	conducerea operativă a instituției prefectului, cu excepția Cancelariei prefectului;

-	exercitarea atribuțiilor rezultate ca urmare a aplicării actelor normative cu caracter reparatoriu;

-	coordonarea activității de verificare a legalității actelor emise sau adoptate de autoritățile administrației publice locale și a contenciosului administrativ;

-	contrasemnarea și aplicarea ordinelor prefectului;

-	verificarea și aplicarea apostilei pe actele oficiale administrative întocmite pe teritoriul României.

Numele și adresa angajatorului	Instituția Prefectului – Județul Tulcea

Tipul activității sau sectorul de activitate	Management public

Perioada	9.03.2001 – 31.12.2005

Funcția sau postul ocupat	Secretar General

Activități si responsabilități principale	

-	conducerea operativă a aparatului de specialitate;

-	coordonarea activității de verificare a legalității actelor administrative adoptate sau emise de autoritățile administrației publice locale;

-	elaborarea propunerilor de acte normative din sfera de activitate a instituției și a proiectelor ordinelor prefectului;

-	coordonarea aplicării legilor speciale cu caracter reparatoriu (Legea nr. 18/1991, Legea nr. 9/1998,Legea nr. 1/2000, Legea nr. 10/2001, Legea nr. 290/2003 etc.).

Numele și adresa angajatorului	Prefectura Județului Tulcea

Tipul activității sau sectorul de activitate	Management public

Perioada	01.10.1996 – 01-10.1999

Funcția sau postul ocupat	Director Filiala Tulcea

Activități si responsabilități principale	

-	asigurarea sediului pentru deschiderea filialei;

-	coordonarea selecției și pregătirii personalului filialei;

-	asigurarea portofoliului de clienți ai băncii;

-	elaborarea studiilor privind piața bancară a județului Tulcea.
Numele și adresa angajatorului	Banca Română de Comerț Exterior – BANCOREX S.A.

Tipul activității sau sectorul de activitate	Management bancar

Perioada	17.02.1996 – 1.10.1996

Funcția sau postul ocupat	Inspector  guvernamental

Activități si responsabilități principale	

-	verificarea activității autor ităților administrației publice;

-	exercitarea controlului privind aplicarea unor programe și derularea unor activități de interes public național;

-	soluționarea unor memorii și petiții adresate autorităților centrale.

Numele și adresa angajatorului	Guvernul României – Departamentul Administrație Publică Locală

Tipul activității sau sectorul de activitate	Administrație publică

	Perioada	23.09.1991 – 17.02.1996

Funcția sau postul ocupat	Prefect

Activități si responsabilități principale	

-	reprezentarea Guvernului României în județul Tulcea;

-	conducerea serviciilor publice descentralizate ale  ministerelor;

-	exercitarea controlului cu privire la legalitatea actelor administrative adoptate sau emise de autoritățile administrației publice locale;

-	aplicarea legilor speciale referitoare la retrocedarea proprietății sau acordarea de compensații ori despăgubiri;

-	managementul situațiilor de urgență.

Numele și adresa angajatorului	Prefectura Județului Tulcea

Tipul activității sau sectorul de activitate	Management public

Perioada	20.05.1990 – 23.09.1991

Funcția sau postul ocupat	Senator

Activități si responsabilități principale	

-	participarea la elaborarea și adoptarea legilor

-	formularea de propuneri legislative în Comisiile de specialitate ale Senatului;

-	soluționarea divergențelor legislative în Comisiile de mediere ale Senatului și Camerei Deputaților;

-	consultarea cetățenilor cu pr ivire la proiectele de acte normative;

-	participarea la elaborarea și adoptarea Constituției României.

Numele și adresa angajatorului	Senatul României

Tipul activității sau sectorul de activitate	Activitate  legislativă

Perioada	10.01.1990 – 20.05.1990

Funcția sau postul ocupat	Secretar General

Activități si responsabilități principale	

-	conducerea operativă a Primăriei județului Tulcea;

-	organizarea autorităților administrației publice;

-	organizarea alegerilor pentru Parlamentul României.

Numele și adresa angajatorului	Primăria Județului Tulcea

Tipul activității sau sectorul de activitate	Management public

Perioada	01.11.1983 – 10.01.1990

Funcția sau postul ocupat	Avocat (Director Adjunct)

Activități si responsabilități principale	

-	consiliere jur idică;

-	asistență și reprezentare la instanțele de judecată;

-	reprezentare în fața altor instituții și autorități.

Numele și adresa angajatorului	Biroul Colectiv de Asistență Juridică – Tulcea
Tipul activității sau sectorul de activitate	Asistență juridică
Perioada	01.09.1982 – 01.11.1983

Funcția sau postul ocupat	Avocat

Activități si responsabilități principale	

-	consiliere jur idică;

-	asistență și reprezentare la instanțele de judecată;

-	reprezentare în fața altor instituții și autorități.

Numele și adresa angajatorului	Biroul Colectiv de Asistență Juridică – Argeș

Tipul activității sau se ctorul de activitate	Asistență juridică

Educație și formare	

	1.) „CURS DE PREGĂTIRE PENTRU ÎNALȚI FUNCȚIONARU PUBLICI ÎN DOMENIUL SITAȚIILOR
DE URGENȚĂ”
Perioada	17.07.2017 – 21.07.2017
Calificarea/diploma  obținută	Diplomă de participare
Disciplinele principale studiate /
competențe profesionale dobândite	-	aplicarea  politicilor si  strategiilor  în  domeniul  managementului  situațiilor  de  urgență  la  nivel  local
(județean) în contextul mecanismului european de protecție civilă;
-	aplicarea  principiilorși  metodelor  specifice   managementului  situațiilor  de  urgență  la   nivel  local
(județean).
Numele și tipul instituției de învățământ/furnizorul de formare	Ministerul Afacerilor Interne – Departamentul pentru Situțaii de Urgență    - Inspectoratul General pentru Situații de Urgență
Centrul Național de Perfecționare a Pregătirii pentru Managementul
Situațiilor de Urgență Ciolpani.
2.) „MANAGER PROIECT
Perioada	05.05.2015 – 04.09.2015
Calificarea/diploma  obținută	Certificat de absolvire 
Disciplinele principale studiate /
competențe profesionale dobândite	-	stabilirea cerințelor de management integrat al proiectului;
-	managementul echipei de proiect;
-	managementul calităț ii proiectului.
Numele și tipul instituției de învățământ/furnizorul de formare	Ministerul Muncii, Familiei, Protețicei Sociale și Persoanelor Vârstnice și
Ministerul Educației Naționale
3.) „MANAGEMENTUL SITUAȚILOR DE URGENȚĂ”
Perioada	22.06.2015 – 26.06.2015
Calificarea/diploma  obținută	Diplomă de participare
Disciplinele principale studiate /
competențe profesionale dobândite	-	aplicarea  politiciloșr i  strategiilor  în  domeniul  managementului  situațiilor  de  urgență  la  nivel  local
(județean) în contex tul mecanismului european de protețice civilă;
-	aplicarea  principiilorși   metodelor  specifice   managementului   situațiilor  de  urgență  la   nivel  local
(județean).
Numele și tipul instituției de învățământ/furnizorul de formare	Inspectoratul General pentru Situații de Urgență
Centrul Național de Perfecționare a Pregătirii pentru Managementul
Situațiilor de Urgență
4.) „CONSOLIDAREA PERFORMANȚEI  PREFECȚILOR ȘI  SUBPREFECȚILOR DIN ROMÂNIA ÎN CONTEXTUL INTEGRĂRII ÎN UNIUNEA EUROPEANĂȘI  AL DESCENTRALIZĂRII  ADMINISTRATIVE ȘI  FINANCIARE”
Perioada	19.06.2013 – 15.01.2014
Calificarea/diploma  obținută	Certificat de absolvire 
Disciplinele principale studiate /competențe profesionale dobândite	
-	implementarea politicilor publice în teritoriu;
-	asigurarea legalității în  teritoriu;
-	conducerea și coordonarea serviciilor publice deconcentrate;
-	managementul situațiilor de criză;
-	îmbunătățirea relației cu cetățenii și promovarea dialogului social.
Numele și tipul instituției de învățământ/furnizorul de formare	Ministerul Dezvoltării Regionaleși Administrației Publice și
Agenția Națională a Funcționarilor Publici
5.) „MANAGEMENT RESURSE UMANE”
Perioada	21.03.2011 – 18.04.2011
Calificarea/diploma  obținută	Certificat 
Disciplinele principale studiate /competențe profesionale dobândite	
-	consilierea celorlalți manageri în probleme de resurse umane;
-	coordonarea desfășurării activităților de resurse umane;
-	elaborarea politicilor și programelor de resurse umane;
-	monitorizarea costurilor de personal.
Numele și tipul instituției de învățământ/furnizorul de formare	Ministerul Muncii, Familiei și Egalității de Șanse Ministerul Educației, Cercetării și Tineretului
6.) „MANAGEMENTUL SITUAȚIILOR DE URGENȚĂ”
Perioada	19.04.2010 – 23.04.2010
Calificarea/diploma  obținută	Diploma 
Disciplinele principale studiate /competențe profesionale dobândite	
-	sistemul național al managementului situațiilor de urgență;
-	dezastre naturale și antropice;
-	protecția civilă;
-	evacuarea în situații de urgență și în caz de război.
Numele și tipul instituției de învățământ/furnizorul de formare	Centrul Național de Perfecționare a Pregătirii pentru Managementul
Situațiilor de Urgență
7.) „FORMARE SPECIALIZATĂ ÎN ADMINISTRAȚIA PUBLICĂ”
Perioada	2007/2008
Calificarea/diploma  obținută	Diploma 
Disciplinele principale studiate /
competențe profesionale dobândite	Programul de formare specializată pentru ocuparea unei funcții publice corespunzătoare categoriei înalților funcționari publici
Numele și tipul instituției de învățământ/furnizorul de formare	Ministerul Internelor  și Reformei Administrative - Institutul Național de Administrație
8.) „PROGRAMUL DE CONDUCERE A COMPUTERULUI”
Perioada	24.01.2007 – 24.02.2007
Calificarea/diploma  obținută	Certificat ECDL  
Disciplinele principale studiate /competențe profesionale dobândite	
-	concepte de bază ale tehnologiei informației;
-	utilizarea computerului și organizarea fișierelor;
-	editarea tex telor;
-	utilizarea internetului și a poștei electronice
.
Numele și tipul instituției de învățământ/furnizorul de formare	E.C.D.L. România  S.A.
9.) „INSTRUMENTE STRUCTURALE ÎN ROMÂNIA 2007-2013”
Perioada	4.11.2006 – 16.11.2006
Calificarea/diploma  obținută	Certificat 
Disciplinele principale studiate /competențe profesionale dobândite	
-	politica de coeziune a Uniunii Europene;
-	Fondul European de Dezvoltare Regională;
-	Fondul Social European;
-	Fondul de coeziune.
Numele și tipul instituției de învățământ/furnizorul de formare	Ministerul Administrației și Internelor
	10.) „MANAGEMENTUL SITUAȚIILOR DE URGENȚĂ”
	Perioada	26.06.2006 – 30.06.2006
	Calificarea/diploma  obținută	Diploma 
	Disciplinele principale studiate /competențe profesionale dobândite	
-	sistemul național al managementului situațiilor de urgență;
-	dezastre naturale și antropice;
-	protecția civilă;
-	evacuarea în situații de urgență și în caz de război
	Numele și tipul instituției de învățământ/furnizorul de formare	Centrul Național de Perfecționare a Pregătirii pentru Managementul Situațiilor de Urgență
	11.) „ROLUL PREFECȚILOR ȘI SUBPREFECȚILOR ÎN ADMINISTRAȚIA REGIONALĂ”
	Perioada	18.06.2006 – 21.06.2006
	Calificarea/diploma  obținută	ATTESTATION
	Disciplinele principale studiate /competențe profesionale dobândite	
-	adaptarea funcției prefectorale la schimbările generate de integrarea României în U.E.;
-	controlul legalității și lupta anticorupție;
-	managementul situațiilor de urgență;
-	punerea în aplicare a politicilor publice.
	Numele și tipul instituției de învățământ/furnizorul de formare	Școala Națională de Administrație – Franța și Institutul Național de Administrație - România
	12.) „MANAGEMENTUL ADMINISTRAȚIEI  PUBLICE”
	Perioada	24.07.2005 – 30.07.2005
	Calificarea/diploma  obținută	Certificat 
	Disciplinele principale studiate /competențe profesionale dobândite	
-	metode și tehnici de conducere;
-	managementul strategic și managementul prin obiective;
-	conceptul de legalitate, controlul legalității;
-	retrocedarea bunurilor preluate abuziv.
	Numele și tipul instituției deînvățământ/furnizorul de formare	Institutul Național de Administrație
	13.) „MASTER ÎN MANAGEMENTUL PUBLIC”
	Perioada	10.07.2004
	Calificarea/diploma  obținută	Diploma de Master
	Disciplinele principale studiate /competențe profesionale dobândite	Specializarea „Managementul Afacerilor Publice Europene”
	Numele și tipul instituției de învățământ/furnizorul de formare	Academia  de Studii Economice - București
	14.) „PROGRAMUL DE FORMARE POSTUNIVERSITARĂ SPECIALIZATĂ ÎN „MANAGEMENTUL AFACERILOR  PUBLICE EUROPENE”
	Perioada	15.10.2003 – 26.06.2004
	Calificarea/diploma  obținută	Diploma
	Disciplinele principale studiate /competențe profesionale dobândite	
-	management general și management strategic;
-	proces bugetar și finanțe publice;
-	dezvoltare regională;
-	managementul proiectelor  europene;
-	tehnici de negociere și comunicare.
Numele și tipul instituției de învățământ/furnizorul de formare	Institutul Național de Administrație Academia  de Studii Economice - București
	15.) „MANAGEMENTUL  ADMINISTRAȚIEI  PUBLICE LOCALE”
	Perioada	9.11.2003  – 14.11.2003
	Calificarea/diploma  obținută	Certificat 
	Disciplinele principale studiate /competențe profesionale dobândite	
-	rolul autorităților publice în procesul de aderare la Uniunea Europeană. Acqui-ul comunitar;
-	colaborarea instituției prefectului cu autoritățile administrației publice locale;
-	domeniul public și domeniul privat;
-	actul administrativ.
	Numele și tipul instituției de învățământ/furnizorul de formare	Institutul Național de Administrație
	16.) „INSTRUIRE ÎN   MANAGEMENTUL PROIECTELOR”
	Perioada	8.06.2003 – 12.06.2003
	Calificarea/diploma  obținută	Diploma 
	Disciplinele principale studiate /competențe profesionale dobândite
-	programe și proiecte;
-	instrumente și tehnici de analiză strategică;
-	tehnici de colaborare în rețea;
-	managementul planului de lucru.
	Numele și tipul instituției de învățământ/furnizorul de formare	British Council Romania și Unitatea Centrală pentru Reforma Administrației Publice
	17.) „MANAGEMENTUL ÎN ADMINISTRAȚIA PUBLICĂ”
	Perioada	9.12.2002 – 13.12.2002
	Calificarea/diploma  obținută	Certificat 
	Disciplinele principale studiate /competențe profesionale dobândite	
-	Strategia Guvernului României privind integrarea europeană și euroatlantică;
-	rolul comunităților locale în realizarea reformei administrației publice;
-	strategia în domeniul serviciilor publice;
-	informatizarea administrației  publice.
	Numele și tipul instituției de învățământ/furnizorul de formare	Institutul Național de Administrație
	18.) „REFORMA ÎN ADMINISTRAȚIA PUBLICĂ”
	Perioada	24.07.2001 – 28.07.2001
	Calificarea/diploma  obținută	Certificat 
	Disciplinele principale studiate /competențe profesionale dobândite	
-	Legea administrației publice locale nr. 215/2001;
-	Statutul aleșilor locali;
-	funcția publică; atribuțiile ANFP;
-	atribuțiile și obiectivele prefecturilor
	Numele și tipul instituției de învățământ/furnizorul de formare	Ministerul Administrației Publice – Centrul Național de Formare Continuă
	19) FACULTATEA DE DREPT
	Perioada	15.09.1978 – 01.07.1982
	Calificarea/diploma  obținută	Diplom
	Numele și tipul instituției de învățământ/furnizorul de formare	UNIVERSITATEA „ALEXANDRU IOAN CUZA” IAȘI FACULTATEA DE DREPT
	Nivelul în clasificarea națională sau
internațională	Studii universitare